# G.U.Y.
„G.U.Y.“ je třetí oficiální singl americké zpěvačky Lady Gaga z jejího třetího studiového alba ARTPOP. Píseň byla napsána Gagou a Zeddem. Do rádií byla poslána 8. dubna 2014. Je nazývána „první ARTPOP pecka“ a „téměř dokonalá“. Píseň se setkala s velmi pozitivními ohlasy jak na její zvuk tak text. Skladba digitálně vyšla 28. března 2014 v den 28. narozenin zpěvačky.

## O písni
„G.U.Y.“ je zkratka pro „Girl Under You“. Píseň je o tom, že jsou ženy ve světě utlačovány muži a Gaga zde prezentuje že i ona je dost silná na to být na vrcholu. Píseň trochu směřuje do řecké mytologie. „G.U.Y.“ se setkalo s velmi pozitivními ohlasy a někteří kritici ji považovali za nejlepší píseň z alba. Psali o ni jako o provokativní, hypnotické a promyšlené. Píseň je také o pohlavní rovnosti a má silný sexuální podtext.

## Videoklip
O tom, že „G.U.Y.“ bude další singl se vědělo již v únoru, kdy Gaga před zraky diváků natáčela velký projekt na „Hearst Castle“ v Kalifornii. Videoklip měl premiéru 22. března 2014 na televizní stanici „Dateline NBC“. Hned na to byl nahrán na její VEVO účet pod názvem „G.U.Y. - An Artpop Film“.
Videoklip je dlouhý 11 minut a zahrnuje čtyři písně z alba ARTPOP. Video začíná záběrem na muže, kteří se perou o peníze. Poblíž leží Gaga oblečená jako okřídlený pták s šípem v hrudi, byla totiž sestřelena z nebes. Muži utíkají pryč a Gaga si vyndává šíp z hrudi a snaží se postavit zpět na nohy, avšak marně. Do toho hraje titulní skladba alba, „ARTPOP“. Gaga se dokulhá před brány paláce, kde padne vyčerpáním. Když začnou hrát tóny písně „Venus“, dva strážci stojící před branami paláce ji popadnou a odnáší do antické zahrady, kde je pokryta květinami a ponořena do bazénu, kde probíhá ozdravovací proces. Poté začíná hrát hlavní píseň celého videoklipu, „G.U.Y.“ a Gaga povstává v bílém oděvu jako řecká bohyně. Prolínají se zde různé scény v různých převlecích, jako třeba modré šaty nebo bílé bikiny. V těchto scénách si zahráli i Andy Cohen a herečky z televizního pořadu Paničky z Beverly Hills. Další scény jsou jak se Gaga převaluje na posteli z mušle v červeném kostýmu, tančí ve zlatém trikotu nebo leží na posteli v bazénu. Michael Jackson, Mahátma Gándhí, John Lennon a Ježíš Kristus jsou díky Minecraftu vzkříšeni a jejich krev je použita k vytvoření nové látky – G.U.Y. Další taneční scéna se odehrává v klonovací místnosti. Poté Gaga a dvě ženy vystupují z auta oděny v černém. Vstupují do nahrávací společnosti, kde z kanónů vystřelují peníze. Zavraždí vedení společnosti a nahrazují je G.U.Y. klony. Film končí tím, že tisíce klonů vychází z paláce. Při závěrečných titulcích běží píseň „MANiCURE“.

## Živá vystoupení
Poprvé naživo předvedla Gaga singl 28. března 2014 při jejím vystoupení v Roseland Ballroom v New Yorku. 2. dubna 2014 byla vystoupení s „G.U.Y.“ a „Dope“ živě přenášeno v rámci pořadu „The Late Show with David Letterman“.

## Hudební příčky
| Období (2014)          | Max. příčka |
| ---------------------- | ----------- |
| Česko                  | 45          |
| Slovensko              |             |
| Austrálie              | 88          |
| Rakousko               |             |
| Kanada                 |             |
| Francie                | 92          |
| Německo                |             |
| Irsko                  |             |
| Nový Zéland            |             |
| Severní Korea          | 42          |
| Švýcarsko              |             |
| Velká Británie         | 115         |
| U.S. Billboard Hot 100 | 76          |